# Lauffen am Neckar
Lauffen am Neckar es una ciudad en el estado federado de Baden-Wurtemberg, Alemania. Está situada en el distrito de Heilbronn y es conocida por ser el lugar de nacimiento del poeta alemán Friedrich Hölderlin.

## Geografía
Lauffen se encuentra a unos 9 kilómetros al sur de la ciudad de Heilbronn y a 50 km al norte de Stuttgart. Está situada junto al río Neckar, en el que desemboca aquí el Zaber. El gran meandro que anteriormente recorría el Neckar desapareció a causa de la erosión en algún momento entre el 400 a. C. y el 100 a. C.

## Cultura y atracciones turísticas

### Monumentos
- El ayuntamiento de Lauffen es un antiguo castillo de los condes de Lauffen, que fue construido en el siglo XI, destruido durante la Guerra de los Treinta Años y reconstruido a partir de 1648 como sede del bailío, conservando la torre de homenaje de época románica. Desde 1817 el edificio sirve de ayuntamiento.
- La Iglesia de Regiswindis fue erigida en 1227 y reconstruida en el siglo XVI tras un incendio. Construcciones precursoras como la iglesia de Martin, datan aún del año 1227. Como patrona de la iglesia figura Regiswindis, hija de un conde, quien fue asesinada en el siglo IX y llevado a los altares en el siglo XIII.
- En el centro del pueblo de Lauffen se encuentran numerosos edificios de valor histórico, entre los que destacan una vivienda barroca del siglo IIXX así que unas casas de paredes entramadas. El barrio Städtle es también de mayor interés, gracias a los edificios históricos.
- En el noroeste de Lauffen se encuentra la llamada Villa rústica, hacienda romana del siglo II, que fue excavada en 1978 y en parte restaurada.

## Ciudades hermanas
- Villa General Belgrano, Argentina